# ميشا تيت
ميشا تيريزا تيت (Miesha Theresa Tate /ˈmiːʃə/ MEE-shə)؛ ولدت 18 أغسطس 1986 ، هي لاعبة محترفة أميركية في فنون القتال المختلطة، سبق لها أن شاركت في بطولة القتال النهائي (UFC) وهي بطلة سابقة في وزن البانتام للسيدات. اشتهرت تيت في المقام الأول بقدرتها على المصارعة، وأصبحت مصارعة خلال سنوات دراستها في مدرسة فرانكلين بيرس الثانوية في تاكوما، واشنطن وفازت ببطولة الولاية خلال سنتها الأولى في عام 2005. بدأت مسيرتها المهنية في الفنون القتالية المختلطة (MMA) في عام 2007 كما شاركت في بطولة الوزن الثقيل للترويج للعبة القتال القفص الحر "Freestyle Cage Fighting" في عام 2009.
ازدادت شهرتها في 2011 بعد أن حققت فوزًا ملحوظًا في بطولة القوة الضاربة Strikeforce للسيدات في وزن البنتام Bantamweight. ناهيك عن فوزها في بطولة فيلا "FILA" للمصارعة انما بالمركز الثاني حيث نالت الميدالية الفضية.
خارج الفنون القتالية المختلطة، صممت تيت العديد من المواقع والمنشورات، بما في ذلك مجلة ESPN و فيتنس غورلز. في عام 2015، تم الإعلان عن تيت كعضو فريق عمل في فيلم روائي طويل وادي القتال. أسلوبها القتالي، الذي ركز على المصارعة والجوجيتسو البرازيلي، نال ثناء العديد من وسائل الإعلام.
فوز تيت الاخير في الفنون القتالية المختلطة كان في 5 مارس 2016 بعد فوزها على هولي هولم. في 9 يوليو 2016، خسرت لقب UFC أمام أماندا نونيس. في نوفمبر 2016، أعلنت إعتزالها بعد خسارة بقرار الحكام لراكويل بنينجتون.
بعد التقاعد، أصبحت تيت نائب الرئيس لبطولة ONE وتعيش حاليًا في سنغافورة. تواصل دعم الفنون القتالية المختلطة ولا تزال تُظهر اهتمامًا بالمنافسة في مباريات الخضوغ، والتي كانت أولها ضد خصمها السابق جيسيكا آي في سبميشن اندرغوند 2، والتي فازت بها تيت في الوقت الإضافي.

## سيرتها ما قبل الإحتراف
ولدت تيت في تاكوما بواشنطن، نشأت وترعرعت بين أحضان ميشيل وزوجها روبرت شميت. كانت منذ صغرها تهوى اللعب مع الأولاد الصبيان أكثر من الفتيات لطالما اعتبرها البعض مسترجلة. أثناء التحاقها بمدرسة فرانكلين بيرس الثانوية، انضمت تيت إلى التدريبات الرياضية التي كانت تقام في المدرسة أنذاك إلا أنها في نهاية المطاف فضلت الإلتحاق في صفوف مصارعة الهواة على خوضها غمار كرة السلة. كانت، منذ سنة إلتحاقها بالتمارين، تصارع في فريق الأولاد واستمر ذلك حتى التخرج. خلال سنتها الأولى عام 2005، شاركت في بطولة الدولة للفتيات وفازت باللقب.
بعد التحاقها في جامعة واشنطن المركزية، شجعتها صديقتها على الإنضمام معها إلى نادي فنون القتال المختلطة (MMA). قالت تيت: «ذهبت إلى هناك، وكانت مجموعة من المصارعين حقًا.» بعد التحاقها في النادي، أثار ميولها فن قتالي برازيلي جديد يعرف بجوج جيتسو البرازيلي، وهو فن قتالي فريد قائم على الاستسلام والذي، مثل المصارعة، يتم إجراؤه إلى حد كبير على السجادة.
تتميز فنون القتال المختلطة عن المصاعة باستخدام ضربات لا تسمح الأخيرة باستخدامها. ويفوز أحد المتباريين بالمبدأ بناءًا على قرار تتخذه لجنة من الحكام، أو نتيجة توقف الضربات من أحد اللاعبين أو إذا أُجبِر الخصم على الإستسلام. لم تتجرأ تيت في البداية على الإنخراط مباشرةً في منافسة MMA نظرًا لعدم رغبتها في تلقي اللكمات. أن مشاهدتها لزملائها أثناء خوضهم مباراة تنافسية حقيقية، شكّل حافزًا ل تيت ودفعها إلى قبول مشاركتها في أول مباراة لها في مارس 2006، حيث كانت خصمها بطلة المواي تاي إليزابيث بوسينر.
خلال الجولة الأولى، صارعت تيت بوسينر إلى السجادة، متناسيةً شروط اللعبة إلّا أنها لم تنهال عليها باللكمات هناك. في الجولة الثانية، وبعد تعرُّض تيت لضربة قوية من خصمها إلّا أنها أبت أن تستسلم، بل على العكس إستجمعت قواها وردت على اللكمات «بلكمات صيد الحيتان» مما أبقى بوسينر على ظهرها لبقية الجولة. أكّدت تيت فيما بعد في 2012 أن مباراتها تلك «لم تكن هذه مباراة مصارعة... لقد كانت قتالًا».
على الرغم من حرصها على الاستمرار، إلا أن بركلة ركنية أنهت المباراة بعد الجولة الثانية بسبب الإصابة التي تعرضت لها. علقت تيت فيما بعد، «عندما أتأذى أو أتعب، أقاتل بقوة أكبر.»
لقد سجّلت رقمًا قياسيًا للهواة 5-1 في MMA قبل أن تصبح محترفةّ.

## الفنون القتالية
- بداية رحلتها: بدأت رحلة تيت في فنون القتال المختلطة في نوفمبر 2007 في سباق الجائزة الكبرى للسيدات HOOKnSHOOT. تمكنت أنذاك من هزيمة جان فيني بالقرار، لكن ذلك لم يحول دون خروخها في وقت لاحق بعد تعرضها لضربة رأسية من بطلة البطولة النهائية كايتلين يونغ. خلال عامي 2008 و 2009، شاركت تيت في العديد من المنافسات الصغيرة التي لم تبث دورات بشكل منتظم، وهزمت كل من جيمي لين ويلش في CageSport MMA[10] ، جيسيكا بيدنارك في Freestyle Cage Fighting (FCF)، و Dora Baptiste في Atlas Fights.
- أول لقب MMA: تمكنت تيت من الفوز في بطولة FCF Women's Bantamweight التي يبلغ وزنها 135 رطلاً بفوزها على ليز كاريرو في لعبة القتال القفص الحر Freestyle Cage Fighting 30 في 4 أبريل 2009. بعد تمكّن كاريرو من كسب الجولة الأولى، إلا أنّ تيت سرعان ما قلبت الموازين في الجولة الثانية كما تغلّبت عليها في جولتهما الثالثة.[11] لم تتمكن تيت من المحافظة على لقبها إلّا لسنة واحدة حيث هزمت فاليري كولبو من خلال تقديم شريط التسليح في الجولة الأولى في FCF 38 في يناير 2010.[12]

القوة الضاربة: في 27 يونيو 2008، شاركت تيت لأول مرة في القوة الضاربة Strikeforce، والذي يُعرف عنه بأنه عرض MMA مقره في سان خوسيه، كاليفورنيا، والذي تم بثه على التلفزيون على شوتايم وسي بي إس. قاتلت تيت في قسم وزن البانتام الذي يبلغ وزنه 135 رطلاً، وتمكنت من هزم إيلينا ماكسويل بقرار إجماعي في القوة الضاربة Melendez vs. Thomson.
بعد فوزها بلقب FCF في أبريل 2009، عادت إلى Strikeforce في متحدو القوة الضاربة: إيفانجليستا ضد آينا في 15 مايو 2009. كان من المقرر أصلاً أن تواجه تيت خصمها كيم كوتير، لكن كوتير انسحبت من القتال لأسباب غير معلنة مما دفعة اللجنة إلى مطابقة تيت ضد سارة كوفمان بدلاً من ذلك. في معركة تنافسية، هُزم تيت بقرار إجماعي، وكانت المرة الأولى التي يتخذ فيها كوفمان قرارًا.
بعد الابتعاد للدفاع عن لقبها في FCF في يناير 2010، واجهت تيت زويلا جورجل في تحدي القوة الضاربة Johnson vs.Mhe في 26 مارس 2010. وفازت بالقتال في الجولة الثانية.
البنتام ويت: ثم تم إدراج تيت في بطولة Strikeforce للسيدات لمدة ليلة واحدة في 13 أغسطس 2010 في متحدو القوة الضاربة ريغز ضد تايلور "Riggs vs. Taylor". تم إجراء سحب عشوائي في يوم الموازنة لتحديد مواجهات الجولة الأولى وواجهت تيت مايجو كوجالا في الجولة الافتتاحية من البطولة. هزمت كوجالا بقرار إجماعي بعد جولتين للتقدم إلى نهائي البطولة. ثم هزمت هيتومي أكانو بقرار إجماعي بعد ثلاث جولات لتنال بطولة وزن المرأة في القوة الضاربة.
كان من المقرر أن تتحدى تيت مارلوس كوينين في بطولة وزن البانتام للسيدات في 5 مارس 2011، لكنها انسحبت من القتال بعد تعرضها لإصابة في الركبة أثناء التدريب. تمت إعادة جدولة المعركة من أجل Strikeforce: Fedor vs. Henderson. لم يتم تقديم كوينين، المعروفة بنسبها للجوجيتسو، في مباراة فنون قتالية مختلطة.[بحاجة لمصدر] في الجولة الرابعة، هزم تيت كوينين عن طريق الاستسلام (خنق مثلث الذراع) لتصبح البطلة الجديدة. بعد القتال، قالت تيت: «أعتقد أنني لست في الواقع بعد. لا أصدق أن لدي حزامًا لأخذه معي إلى المنزل. كان علي حقًا أن أحفر بعمق في الجولتين الأخيرتين. كما قلت، لقد كانت نهاية صعبة لمعسكر التدريب الخاص بي، لكنني أشعر وكأنني ذهبت إلى هناك وفعلت ما أحتاجه وفزت بالقتال وأنا بطلة العالم.»
المنافسات النهائية: كان من المتوقع أن يكون الدفاع الأول عن لقب تيت ضد خصمها السابق سارة كوفمان.إلّا أن روندا روسي، وهي مقاتلة جديدة في Strikeforc، عرضت محاربة كوفمان على المركز الأول في المنافسات، سعياً وراء الحصول على لقب ضد تيت على وجه التحديد. قالت روسي: «أريد حقًا خوض معركة على اللقب ضد ميشا تيت. لا أريد المخاطرة بخسارتها».
أوضحت روسي لاحقًا أنها تعتقد أن معركة اللقب بينها وبين تيت ستحظى باهتمام كبير. أعلن مسؤولو Strikeforce في النهاية أن روسي ستكون أول منافسة لتيت.كما توقعت روسي، حظيت مواجهاتها مع تيت بدعاية كبيرة في الأشهر التي سبقتها. كانت روسي قد ظهرت لأول مرة في MMA في أوائل عام 2011 وهزمت جميع خصومها الأربعة من خلال تقديم شريط الذراع في الجولة الأولى. ومع ذلك، لم تؤمن تيت أن روسي قد حصلت على اللقب، وشعرت أن روسي كانت تكسب الفرصة إلى حد كبير بسبب كونها «جميلة». تبادلتا كلاهما الأحاديث والجدالات التافهة، مع تصريح روسي بأنها شعرت بالملل أثناء مشاهدة فوز تيت على كوينين. في النهاية، تصدرت تيت وروسي عرض سترايكفورص في 3 مارس 2012. كان هذا بمثابة حدث نادر في ذلك الوقت لوضع النساء في الحدث الرئيسي لبطاقة MMA. تم بث المباراة على شاشة تلفزيون شوتايم وقدمها جيمي لينون الابن بعد فترة وجيزة من بدء القتال، نجاتتيت من أول محاولة لروسي بالذراع وانتقمت من الضربات. بعد تأزم المعركة بينهما، خسرت تيت اللقب عندما أمنت روسي شريطًا ثانيًا بالقرب من نهاية الجولة الأولى، مما أجبرها على الاستسلام.
انقدت وسائل الاعلام تيت التي جازفت بإلحاق ضرر طويل الأمد بذراعها من خلال مقاومة شريط الذراع لعدة لحظات. حيث صرحت روسي لاحقًا، «لقد أبهرتني ميشا، إنها كتكوت قاسي لأنه يؤلمني. لقد تم خلع كوعي من قبل وهذا ليس ممتعًا. القاعدة في الجودو هي حتى لو خلعت إذا لم تنقر، ثم استمر.»
ثم واجهت تيت جولي كيدزي في Strikeforce: Rousey vs. Kaufman في 18 أغسطس 2012. في مباراة بين المهاجم ضد المصارع، تحملت تيت ركلتين بالرأس وسقطت مرتين. لقد هزمت كدزي بقضيب يد لإنهاء القتال في الجولة الثالثة.
بطولة القتال النهائي: انضمت تيت رسميًا إلى Ultimate Fighting Championship (UFC) في فبراير 2013. وأثنت رئيسة الشركة دانا وايت على معركتها مع روندا روسي لجلبها MMA للسيدات إلى الترقية. أعلنت UFC أنها ستواجه كات زينغانو في 13 أبريل في «المقاتل النهائي».
فيما يتعلق بأهدافها طويلة المدى، قالت تيت، «أن أصبح بطلة يعني لي أكثر من أي شيء آخر - أكثر من مجرد مباراة العودة، أكثر من أي شيء آخر. هذا شيء يمكنني أن أنظر إليه عندما أبلغ 80 عامًا يومًا ما ولدي أطفال وأحفاد ظهر وقل،» انظر، هذا ما فعلته. هذا هو إنجازي. «وهذا هو هدفي النهائي». قبل القتال، تم الكشف عن أن الفائزة فيما بينهما ستحصل على لقب ضد روسي، التي أصبحت أول بطلة UFC Women's Bantamweight بسبب Strikeforce و UFC التي تمتلكها نفس الشركة. تم الكشف أيضًا عن أن الفائزة ستتدرب ضد روسي في الإصدار الثامن عشر من The Ultimate Fighter ، وهو برنامج واقعي لـ UFC.
على الرغم من فوزها في أول جولتين، خسرت تيت في الجولة الأخيرة من قبل TKO. تلقت كل منهما مكافأة قتال الليل نتيجة خطواتهن في المنافسة. في 28 مايو، أُعلن أن زينجانو انسحب كمدرب خصم روسي ومعارضه بعد تعرضه لإصابة في الركبة تطلبت عملية جراحية، وتم استبداله بتيت.
قبل مباراة العودة، أعربت روسي عن شدة احترامها لقدرة تيت القتالية، وأعلنت عن تقديرها لتنافسهما. لاحظت تيت، «لدينا خلافات محددة بيننا، لكنني أعطيها الفضل لما فعلته وأين دخلت في رياضة MMA للسيدات. بدونها، لا أعتقد أننا سنكون بعيدًا، لذا فأنا أقدر ذلك.» جرت إعادة المباراة في UFC 168 في 28 ديسمبر 2013. كانت المعركة من جانب واحد إلى حد كبير، لصالح روسي، على الرغم من أن تيت تمكن من أخذ روسي إلى ما بعد الجولة الأولى، وعاد من العديد من عمليات الإزالة لـروسي وحتى تسبب في الحشد حشدوا خلفها في نهاية الجولة الثانية. بعد هروبها من محاولتي للاستسلام، خسر تيت في الجولة الثالثة.
أول انتصارات UFC: واجهت تيت ليز كارموش في الحدث الرئيسي المشترك في UFC on Fox: Werdum vs. Browne في 19 أبريل 2014. فازت بالقتال بقرار إجماعي، وحصلت على أول فوز لها في UFC. ثم واجهت تيت الوافدة الجديدة رين ناكي في قتال الليل هانت ضد نيلسون "UFC Hunt vs.Nelson" في 20 سبتمبر 2014. فازت بالقتال من خلال قرار بالإجماع، مما جعل تيت 2-2 في بطولة القتال النهائي.
واجهت تيت سارة مكمان في UFC 183 في 31 يناير 2015. فاجأت تيت الكثيرين في مجتمع MMA بتغلبها على مكمان الحاصلة على الميدالية الأولمبية في المصارعة، لغالبية الجولة 3، الفوز بالقتال بقرار الأغلبية (29) –28، 29–27، 28–28). بعد فوز تيت الثالث في UFC ، أعلن موقع FoxSports.com أنها «أثبت أنه أفضل مقاتلة في العالم بوزن 135 رطلاً».
في 20 آذار (مارس) 2015، أُعلن أن تيت ستواجه جيسيكا آي في مباراة يوم 25 يوليو 2015 في UFC on Fox: Dillashaw vs. Barão 2. نظرًا لأهمية القتال، الذي تم الترويج له في البداية باعتباره المنافس الأول، لاحظت تيت أنها تتوقع «أفضل عين جيسيكا التي رآها أي شخص على الإطلاق»، ووصفت العين بأنها خصم قوي. فاز تيت بالقتال بقرار إجماعي.

## أسلوبها في القتال
تميّزت تيت بمعرفتها الواسعة بغالبية الفنون الأرضية، بما في ذلك المصارعة والجوجيتسو والدفاع عن الخضوع. أدى أسلوبها في المصارعة الثقيلة إلى لقبها الأول "Takedown". في يوليو 2011، فازت تيت ببطولة سترايكفورص البنتامويت من خلال أن تصبح أول امرأة تقدم Marloes Coenen في مباراة MMA. خلال فوزها في بطولة UFC 183، تفوقت تيت على صاحبة الميدالية الأولمبية في المصارعة سارة مكمان. كما لوحظ أنها أول مقاتلة هربت من شريط ذراع روندا روسي في مناسبات متعددة. بعد المباراة الأولى بينهما في مارس 2012، وصف روسي تيت بأنه «أكثر خبرة على الأرض مما كنت أتوقع».
اشتهرت تيت ببعض الحركات التي لطالما اعتمدتها مثل عمليات الإزالة ذات الساق المزدوجة، والتي يتم إجراؤها عادةً عن طريق اختيار الخصم أثناء الضغط عليه ضد القفص. من أعلى منصب، هاجمت عادة من جانب السيطرة على عكس جبل؛ في الوضع الخلفي، كانت تؤمن عادةً مثلثًا للجسم وتهاجم بضربات. بعد نيلها عدة ألقاب في المصارعة، اشتهرت تيت بقوتها على الأرض، فذلك أكسبها ثقة عالية بالنفس وفي الوقت عينه أضعف عزيمة منافساتها.
تلقت تيت تدريبًا مكثفًا في جيو جيتسو البرازيلية. عند مهاجمتها من حارسها، حاولت عادة استخدام قضيب أو خنق مثلث. وظّفت مجموعة متنوعة من الطلبات أثناء تصارعها مع المعارضين، بما في ذلك خطافات الكعب، والمقصلة، وأقفال كيمورا. خلال قتالها ضد جولي كيدزي، استخدمت أيضًا مثلثًا للانتقال للركوب.العديد من وسائل الإعلام، بما في ذلك Yahoo! و FoxSports.com ، وصفت لعبتها على الأرض بأنها «قوية» و «مهيمنة»، مشيرة إلى أن خصوم تيت غالبًا ما يكونون غارقين في حالة الهزيمة. عادة ما تتجنب جولي كيدزي الذهاب إلى الأرض مع تيت طوال فترة قتالهم. أثناء المباراة في UFC 168، قامت روندا روسي مرارًا وتكرارًا بمنع وعكس محاولات تيت للإزالة
أثناء الوقوف، استخدمت تيت عادةً اللكمات اليسرى، والخطافات اليسرى، والصليب الأيمن، والجزء العلوي الأيمن.

## بعيدًا عن حلبة القتال
ظهر تيت في الفيلم الوثائقي فنون القتال المختلطة الحائز على جائزة Fight Life. الفيلم من إخراج جيمس ز.فانغ "James Z. Feng" وتم إصداره في عام 2013. تشتمل المواد الإضافية على أقراص DVD الخاصة بالفيلم على فيلم تيت وصديقها براين كاراواي Bryan Caraway. ظهرت تيت كشخصية قابلة للعب في لعبة الفيديوEA Sports UFC.
في عام 2015، تم الإعلان عن تيت كعضو فريق عمل في فيلم روائي طويل وادي القتال، الذي يتبع النساء المتنافسات في نادي قتال تحت الأرض. ظهرت عارية في 2013 ESPN Body Issue ، وظهرت أيضًا على غلاف ديسمبر 2013 لمجلة فيتنس غيرل "Fitness Gurls " والتي وصفت تيت بأنها «أجمل امرأة في MMA.»
في عام 2014، أصبحت تيت ثاني مقاتلة MMA (بعد دونالد سيرون Donald Cerrone) تنضم إلى شركة KHI Management التابعة لسائق ناسكار كيفين هارفيك "NASCAR Kevin Harvick". بعد ذلك، حصلت تيت على صفقات رعاية مع ناسكار "NASCAR" وبودْويس "Budweiser".

## حياتها الشخصية
تيت من محبي سياتل سي هوكس. التحقت تيت بجامعة سنترال واشنطن، حيث التقت بصديقها السابق بريان كاراواي. في عام 2014، كان لـتيت الفضل في إنقاذ حياة والدته، كريس كاراواي، عندما عانت من نوبة ربو أثناء الغوص، وتوقفت عن التنفس وأصبحت غير مستجيبة تمامًا.
في 5 سبتمبر / أيلول 2016، ساعدت في حمل فتاة تبلغ من العمر ستة أعوام بكسر في ذراعها أثناء المشي لمسافات طويلة في ولاية نيفادا.
في 1 يناير 2018، أعلنت تيت أنها على علاقة بزميلها المقاتل MMA جوني نونيز.

في 4 حزيران / يونيو 2018، أنجبت ابنتهما أمايا نيفاع نونيز. في 25 ديسمبر 2019، أعلنت تيت أنها حامل بطفلها الثاني من نونيز. في 14 يونيو / حزيران 2020، أنجبت ابنهما داكستون ويلدر نونيز
1. ↑  "Miesha Tate". Sherdog.com. مؤرشف من الأصل في 2020-09-29. اطلع عليه بتاريخ 2015-07-11.
2. ↑  Gannavarapu، Akhilesh (4 نوفمبر 2013). ""A lot of people just dismissed women's MMA" - Exclusive interview with Miesha Tate". Sportskeeda. مؤرشف من الأصل في 2019-03-28. اطلع عليه بتاريخ 2016-06-21.
3. ↑  "Q&A: Miesha "Cupcake" Tate talks about her new website, her future, and women's MMA / MIESHA CUPCAKE TATE OFFICIAL WEBSITE" (بالإنجليزية الأمريكية). Archived from the original on 2020-12-09. Retrieved 2020-12-09.
4. ↑  Probst، Jason (26 يوليو 2011). "Destiny's  Child". Sherdog.com. مؤرشف من الأصل في 2018-07-05. اطلع عليه بتاريخ 2015-07-10.
5. ↑  State Of Nevada Department of Business and Industry Athletic Commission (13 أبريل 2013). "Mixed Martial Arts Show Results "TUF Finale"" (PDF). مؤرشف من الأصل (PDF) في 2018-10-22. اطلع عليه بتاريخ 2013-06-29. {{استشهاد ويب}}: |الأخير= باسم عام (مساعدة)
6. ↑  "'All Access' video: White says Rousey would likely be first female UFC fighter". أم أم أيه جونكي. 9 أغسطس 2012. مؤرشف من الأصل في 2013-08-22. اطلع عليه بتاريخ 2013-06-01.
7. ↑  "The Latest: Miesha Tate retiring after UFC 205 loss". يو إس نيوز آند وورد ريبورت. 12 نوفمبر 2016. مؤرشف من الأصل في 2020-12-09. اطلع عليه بتاريخ 2016-11-12.
8. ↑  "Miesha Tate defeats Jessica Eye at Submission Underground". BJPenn.com. 11 ديسمبر 2016. مؤرشف من الأصل في 2020-10-31. اطلع عليه بتاريخ 2017-01-22.
9. ↑  Harquail، Jason M؛ Robichaud، Gilles A (30 أبريل 2015). "Abstract P4-07-10: MiRNAs are important regulators of Pax-5 expression and function during breast cancer progression". Poster Session Abstracts. American Association for Cancer Research. DOI:10.1158/1538-7445.sabcs14-p4-07-10. مؤرشف من الأصل في 2018-06-02.
10. ↑  Sherdog.com. "CS - CageSport MMA". Sherdog. مؤرشف من الأصل في 2020-06-04. اطلع عليه بتاريخ 2021-01-20.
11. ↑  Rosa, Matt De La. "Miesha Tate captures 135 pound title at Freestyle Cage Fighting" (بالإنجليزية الأمريكية). Archived from the original on 2016-03-04. Retrieved 2021-01-20.
12. ↑  "Miesha Tate Fight Results and History". ESPN (بالإنجليزية). Archived from the original on 2020-08-18. Retrieved 2021-01-20.
13. ↑  Sherdog.com. "Thomson Takes Strikeforce Title in San Jose". Sherdog. مؤرشف من الأصل في 2016-03-03. اطلع عليه بتاريخ 2021-01-20.
14. ↑  Sherdog.com. "Aina Takes Evangelista by DQ; Kaufman Remains Undefeated at Strikeforce". Sherdog. مؤرشف من الأصل في 2018-11-23. اطلع عليه بتاريخ 2021-01-20.
15. ↑  "Strikeforce Challengers 10 recap: Miesha Tate tops tourney field; Joe Riggs wins". MMA Junkie (بالإنجليزية الأمريكية). 14 Aug 2010. Archived from the original on 2021-01-20. Retrieved 2021-01-20.
16. ↑  Sherdog.com. "Destiny's Child - Destiny's Child". Sherdog. مؤرشف من الأصل في 2018-07-05. اطلع عليه بتاريخ 2021-01-20.
17. ↑  "MMAWeekly.com's Strikeforce Fighter of the Night: Miesha Tate | MMAWeekly.com" (بالإنجليزية الأمريكية). 31 Jul 2011. Archived from the original on 2020-07-29. Retrieved 2021-01-20.
18. ↑  "For Miesha Tate, UFC win, Ronda Rousey rematch just the beginning". MMA Junkie (بالإنجليزية الأمريكية). 12 Apr 2013. Archived from the original on 2020-10-21. Retrieved 2021-01-20.
19. ↑  "Miesha Tate helps rescue 6-year old injured hiker on mountaintop". FOX Sports (بالإنجليزية الأمريكية). Archived from the original on 2021-01-20. Retrieved 2021-01-20.